# Manteío
Manteío (Manteio) är en ort i Grekland.   Den ligger i prefekturen Nomós Ioannínon och regionen Epirus, i den centrala delen av landet, 300 km nordväst om huvudstaden Aten. Manteío ligger 685 meter över havet och antalet invånare är 169.
Terrängen runt Manteío är kuperad åt nordost, men åt sydväst är den bergig. Terrängen runt Manteío sluttar norrut. Runt Manteío är det glesbefolkat, med 20 invånare per kvadratkilometer. Närmaste större samhälle är Ioánnina, 15,1 km norr om Manteío. I omgivningarna runt Manteío växer i huvudsak blandskog.